# Juliet Haslam
Juliet Haslam (* 31. Mai 1969 in Adelaide) ist eine ehemalige australische Hockeyspielerin, die mit der Australischen Hockeynationalmannschaft 1996 und 2000 Olympiasiegerin war.

## Sportliche Karriere
Juliet Haslam trat in 220 Länderspielen für Australien an und erzielte 35 Tore.
Nachdem die Australierinnen bei den Olympischen Spielen 1992 nur den fünften Platz belegt hatten, gewannen sie bei der Weltmeisterschaft 1994 in Dublin den Titel mit einem 2:0 gegen die Argentinierinnen. 1996 bei den Olympischen Spielen in Atlanta trafen die Australierinnen im Finale auf die Südkoreanerinnen und gewannen den Titel mit 3:1.
Bei der Weltmeisterschaft 1998 in Utrecht bezwangen die Australierinnen im Finale die Niederländerinnen mit 3:2. Vier Monate später fanden in Kuala Lumpur die Commonwealth Games statt, im Finale siegten die Australierinnen mit 8:1 gegen die Engländerinnen. Zum Abschluss ihrer internationalen Karriere nahm Haslam an den Olympischen Spielen 2000 in Sydney teil. Im Finale gegen die Argentinierinnen siegten die Australierinnen mit 3:1, wobei Haslam das zweite Tor erzielte.
Naben den Titeln bei den großen internationalen Meisterschaften gewann Haslam mit der australischen Nationalmannschaft von 1991 bis 1999 fünfmal in Folge bei der zweijährig ausgetragenen Champions Trophy der Damen.